# Роум (Висконсин)
Роум (енгл. Rome) насељено је место без административног статуса у америчкој савезној држави Висконсин.

## Демографија
По попису из 2010. године број становника је 689, што је 115 (20,0%) становника више него 2000. године.
| Група             | 2000.       | 2010.       |
| Белци             | 568 (99,0%) | 663 (96,2%) |
| Афроамериканци    | 1 (0,2%)    | 1 (0,1%)    |
| Азијати           | 0 (0,0%)    | 2 (0,3%)    |
| Хиспаноамериканци | 3 (0,5%)    | 19 (2,8%)   |
| Укупно            | 574         | 689         |